# 联邦政治研究中心
联邦政治研究中心成立于2000年11月，目的是为了学习和研究联邦制度的理论与实践，即作为政治学说的联邦制度和其在现代国家制度体系下的执行情况。
联邦政治研究中心的研究范围主要集中在国家内部、区域和全球范围内的联邦制度，其中特别关注全球化时代、区域一体化进程中的欧洲 (欧洲联盟历史)、欧洲的历史与文明、日趋统一及其未来的发展。

## 简介
联邦政治研究中心位于意大利都灵市郊蒙卡利埃里镇的卡罗·阿尔贝托学院。研究中心是由帕维亚大学、都灵大学和圣保罗基金会联合成立的。后来，米兰大学也成为中心的成员。
联邦政治研究中心的目的正如其章程所陈述的,致力于促进和协调联邦制度的科学研究及各成员大学之间及与其他意大利国内外大学和研究中心之间的科研活动。同时，中心也和一些对联邦制度理论的发展及其执行感兴趣的个人和国家的组织和团体进行合作。联邦政治研究中心由负责指导科研项目及资金分配的督导委员会,审计委员会和由联邦制度研究方面的国际知名专家和学者组成的科学委员会进行管理。除此之外，研究中心的科研和管理人员还有来自几所大学的法律、经济、社会、政治和历史等学科的研究员。 
联邦政治研究中心图书馆藏书12,000卷（册），订阅了70种报纸、期刊和杂志，还有500份有标题但不再印刷的文章和大量特别收藏—来自欧洲运动意大利理事会档案馆的馈赠。在线还可以获取阿尔迪耶罗·斯比纳里收藏中心的文献摘要，这些资料来自由位于佛罗伦萨的欧洲大学协会管理的欧盟历史档案馆。

## 科研
联邦政治研究中心的科研目的主要在于进一步提高和掌握联邦制度各方面的知识。通过学习和研究促进针对公共事务的辩论，并以此鼓励专家和研究人员参与欧洲及国际事务的研讨。
该中心的科研论文不仅针对学术界而且涉及很多方方面面，比如外交、政治及其他专业领域所关心的问题。中心的科研活动包括编辑项目，深入研究，追踪和调查全球与联邦、区域一体化及世界民主进程相关的发展趋势。具体内容如下：
- 联邦制度的前景 (Perspectives on Federalism)：在线关于联邦制度的所有层级政府（区域性和全球性次级国家机关）的期刊和论坛。[2]

- 联邦制度书目公告 (Bibliographical Bulletin on Federalism)：在线季刊，提供来自于700份意大利语、英语、法语、德语和西班牙语的期刊和报纸上发表的关于联邦制度的文章的概述。[3]

- 世界民主观察 (International Democracy Watch)：一个门户网站，目的在于收集、比较和分析一系列数据以反映民主进程、国际组织和机构的发展，并通过定期监测评估这些变化。

- 欧洲安全防御政策框架范围内的运作 (Operations within the framework of the Common Security and Defence Policy - EU CSDP Operations)：这些项目的目的在于为2003年开始的欧盟共同外交与安全政策内的军事、治安和国家行动进行比较和分析收集信息。[4]

- 财政联邦制度观察 (Fiscal Federalism Watch)：更深入和准确的理解意大利国家金融体系的重组及财政联邦制度所要求的宪法改革。[5]

## 重要事件和活动
联邦政治研究中心联合其他协会和研究机构共同组织一些会议和研讨会，致力于对一定的主题或书籍进行更深层的理解和研究。
阿尔迪耶罗·斯比纳里讲座是联邦政治研究中心最重要的学术活动。这是一个发表重要演讲的年度会议，由国际著名专家、学者举办，主题是关于欧洲或联邦制度。以阿尔迪耶罗·斯比纳里来命名这个讲座，不仅因为阿尔迪耶罗·斯比纳里是欧洲联邦制度的创立者之一，而且也希望特别设立一个会议来更深入的研究欧洲一体化进程。
研究中心也提供一些教育项目。由都灵大学欧洲研究学院组织的法律和经济学方面的研究生课程，目的在于提高学生们法律和经济学方面的研究水平，并以此特别满足欧盟内部人才市场的需求。

## 参看
- 欧洲联盟
- 联邦制